# عاريات البذور
عاريات البذور أو معراة البذور (الاسم العلمي:Gymnospermae) أو (الاسم العلمي:Gnetophyta) هي صف نباتي يتبع شعيبة البذريات من شعبة حقيقيات الأوراق. وهي النباتات التي بذورها مكشوفة مثل شجرة الصنوبر التي تكون بذورها فوق حراشف المخروط. معراة البذور اسم لإحدى المجموعات الكبيرة من النباتات البِذريَّة. والمجموعة الثانية هي كاسيات البذور وتتكون من النباتات التي لبذرها مبيض واق (غلاف ثمري). تكون البذور في هذه المجموعة غير متشكلة ضمن البييضة ovule الموجودة داخل مغلفات البذور والتي تتطور لاحقا إلى ثمرة، لكنها تكون معراة ضمن المخروط الصنوبري Conifer cone أو في بنية شبه مخروطية. و تتميز بوجود مخاريط مختلفة من حيث النوع لكنها تكون مزدوجة الشكل صغيرة وكبيرة على مستوى المخاريط الصغيرة تتكون البذور تعضي جهاز التوالد ومعراة البذور نباتات خشبيةٌ معمّرة، وهي تُعد أحد أكبر وأقدم النباتات الحية. وهناك نحو 700 نوع منها.

## طوائفها
- السيكاديات (باللاتينية: Cycadophyta)
- الجنكويات (باللاتينية: Ginkgophyta)
- الجنتويات (باللاتينية: Gnetophyta)
- المخروطيات (باللاتينية: Pinophyta) نحو 600 نوع

من فصيلة المخروطيات، مثل الصَّنوبر والتنوب والبيسِيَّة والبلسم. وهذه الأشجار حاملة المخروط تُكوّن القسم الأكبر من معراة البذور. والسِّيكاسية الاستوائية وشبه الاستوائية، من بين النباتات البذرية الحية الأكثر بدائية، هي أيضاً من معراة البذور. والجنكة، وتُسمى أيضًا شجرة شعر العذراء، هي نوع آخر من معراة البذور البدائية. والعديد من عاريات البذور دائمة الخضرة لها أوراقٍ ذات تركيبٍ متنوع إلى حدًّ كبير. وهي لا تطرح أزهاراً. والمخاريط المذكرة تنتج اللقاح الذي تنشره الرياح عادة. وتكون البذور المعراة أو المكشوفة محمولةً بين أوراق المخاريط المؤنثة وتسقط عندما تصبح ناضحة، وتوفر معراة البذور مصدراً للعديد من المنتجات، مثل القطران وزيت التربنتين وراتنج القلفونية والخشب.